# Mattyasovszky Zsolnay László (festő)
Alsómátyásfalvi Mattyasovszky Zsolnay László (Pécs, 1885. június 17. – Bécs, 1935. július 18.) magyar festőművész, keramikus.

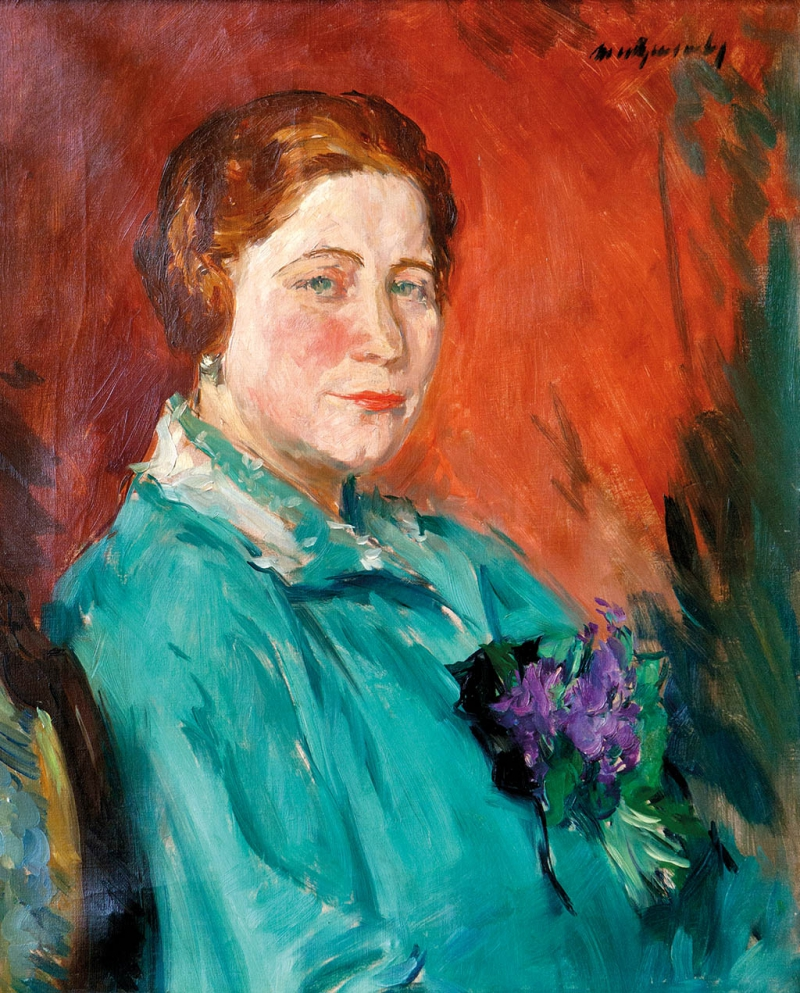
Zöld blúzos hölgy

## Életútja
A legendás pécsi kerámiagyár-tulajdonos, Zsolnay Vilmos unokája volt. Szülei alsómátyásfalvi Mattyasovszky Jakab (1846-1925) okleveles bányamérnök, geológus, és Zsolnay Teréz (1854- 1944) voltak. müncheni magániskolákban tanult. 1903-ban Párizsba ment, 1913-ban részt vett az Őszi Szalonon. 1918-21 között Pécsett dolgozott a családi gyárban. 1921-ben a Szinyei Merse Pál Társaság tagja lett. 1928-ban ő hozta létre a Zsolnay Múzeumot. 1929-ben a Magyar Arcképfestők Társaságának tagja lett.